# Domination
Domination (stiliserat som Domi<•>Nation) är det svenska power metal-bandet Morifades tredje studioalbum, utgivet 2004. Den innehåller nio låtar plus musikvideon till "Lost Within a Shade". På den japanska utgåvan finns även låten "Eyes of the Blind" med.

## Låtarna
1. "Parallels" – 5:01
2. "A Silent Revolution" – 6:32
3. "The Second Coming" – 4:24
4. "Words I Never Speak" – 4:49
5. "Clarity (Fragments of a Dream)" – 4:21
6. "Panopticon" – 4:52
7. "The Rising" – 4:19
8. "Erase" – 5:37
9. "Memory's End" – 5:04

## Medverkande
- Stefan Petersson – sång
- Jesper Johansson – gitarr
- Robin Arnell – gitarr
- Henrik Weimedal – basgitarr
- Fredrik "Frippe" Eriksson – keyboards
- Kim Arnell – trummor